# 圣萨蒂南 (谢尔省)
圣萨蒂南（法語：Saint-Saturnin，法語發音：[sɛ̃ satyʁnɛ̃]）是法国谢尔省的一个市镇，位于该省西南部，属于圣阿芒蒙龙区。

## 地理
圣萨蒂南（46°30'27"N, 2°14'16"E）面积39.04 平方千米，位于法国中央-卢瓦尔河谷大区谢尔省，该省份为法国中部省份，北起卢瓦雷省，西接卢瓦-谢尔省和安德尔省，南至克勒兹省，东南接阿列省，东临涅夫勒省。
与圣萨蒂南接壤的市镇（或旧市镇、城区）包括：沙托梅扬、普雷沃朗日、圣莫尔、圣普列斯特拉马什、锡迪亚耶、利涅罗勒、佩拉赛。

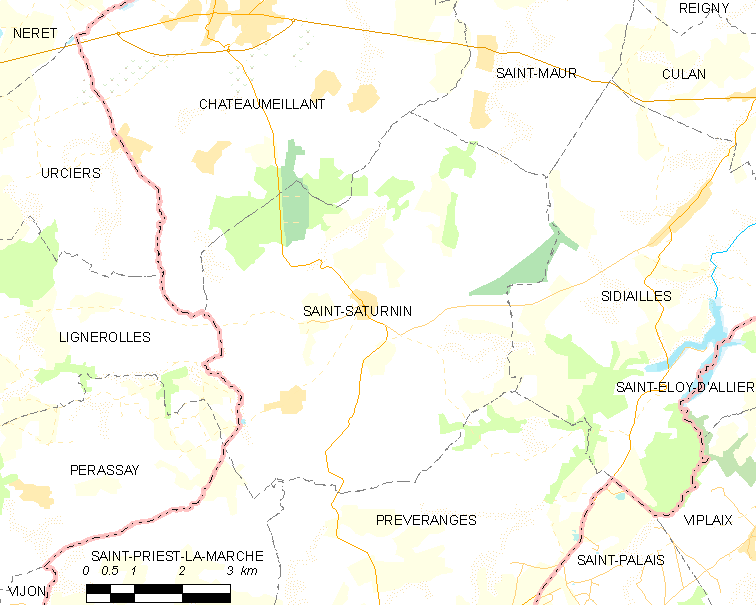
的OSM定位图

圣萨蒂南的时区为UTC+01:00、UTC+02:00（夏令时）。

## 行政
圣萨蒂南的邮政编码为18370，INSEE市镇编码为18234。

## 政治
圣萨蒂南所属的省级选区为沙托梅扬县。

## 人口

1962-2008年间人口变化图示

圣萨蒂南于2022年1月1日时的人口数量为440人。